# Cymothoa pulchrum
Cymothoa pulchrum es una especie de crustáceo isópodo marino del género Cymothoa, familia Cymothoidae. Fue descrita científicamente por Lanchester en 1902.

## Distribución
Esta especie se encuentra en Indonesia, Sri Lanka y la parte central del Indo-Pacífico.